# Grottes de Constantine
 (juillet 2024).
Si vous disposez d'ouvrages ou d'articles de référence ou si vous connaissez des sites web de qualité traitant du thème abordé ici, merci de compléter l'article en donnant les références utiles à sa vérifiabilité et en les liant à la section « Notes et références ».
Les grottes de Constantine ou  grottes de l'Ahdjer ou Rhar l'Ahdjer sont un ensemble de cavités souterraines dans la ville algérienne de Constantine.  

## Géographie
Située au pied du Djebel Sidi m'Sid, dans le nord-est de Constantine, à seulement 1 km du pont sur la route de la corniche et à 2 000 m de la gare, se trouve la grotte de l’Ahdjer, surnommée ainsi en raison de la forte présence de formations karstiques à l'intérieur.

## Histoire
La découverte fortuite de cette grotte s'est produite lors de l'extraction de pierre dans les carrières situées dans les faubourgs de Lamy. Les travaux d'exploitation de ces carrières après l'époque coloniale ont entraîné une ouverture soudaine et inattendue de cette cavité naturelle.
Découverte par le spéléo club de Constantine à la fin de 1987, cette grotte a dû attendre jusqu'en novembre 1988 pour être cartographiée et topographiée.
La grotte a probablement été formée progressivement sur une longue période par l'érosion naturelle des roches calcaires de la région. Lorsque les activités d'extraction de pierre dans les carrières ont atteint une certaine profondeur, elles ont fini par percer et révéler l'existence de cette cavité jusque-là invisible en surface.